# Kisfeneshavas
Kisfeneshavas románul: Cerc, falu Romániában, Erdélyben, Kolozs megyében.

## Fekvése
Járavize közelében fekvő település.

## Története
Kisfeneshavas (Cerc) korábban Kisfenes (Finişel, com. Săvădisla) része volt. A népszámlálási adatokból következtetve 1930-ban Járavizéhez (Valea Ierii) tartozott.
1966-ban 304, 1977-ben 251, 1977-ben 251, 1992-ben 177, a 2002-es népszámláláskor 143 román lakosa volt.